# NGC 6962
NGC 6962 est une vaste galaxie spirale intermédiaire située dans la constellation du Verseau. Sa vitesse par rapport au fond diffus cosmologique est de 3 903 ± 21 km/s, ce qui correspond à une distance de Hubble de 57,6 ± 4,0 Mpc (∼188 millions d'al). NGC 6962 a été découverte par l'astronome germano-britannique William Herschel en 1785.
La classe de luminosité de NGC 6962 est I-II et elle présente une large raie HI. Selon la base de données Simbad, NGC 6962 est une galaxie LINER, c'est-à-dire une galaxie dont le noyau présente un spectre d'émission caractérisé par de larges raies d'atomes faiblement ionisés.
En raison d'une brillance de surface égale à 14,11 mag/am2, on peut qualifier NGC 6962 de galaxie à faible brillance de surface (LSB en anglais pour low surface brightness). Les galaxies LSB sont des galaxies diffuses (D) avec une brillance de surface inférieure de moins d'une magnitude à celle du ciel nocturne ambiant.
NGC 6962 forme une paire de galaxies avec NGC 6964.
À ce jour, 26 mesures non basées sur le décalage vers le rouge (redshift) donnent une distance de 55,781 ± 13,539 Mpc (∼182 millions d'al), ce qui est à l'intérieur des valeurs de la distance de Hubble.

## Supernova
Deux supernovas ont été observées dans NGC 6962 : SN 2002ha et SN 2003dt.

### SN 2002ha
Cette supernova a été découverte le 21 octobre 2002 par J. Graham, M. Papenkova et W. D. Li, de l'université de Californie à Berkeley, dans le cadre du programme LOTOSS de l'observatoire Lick. D'une magnitude apparente de 17,3 au moment de sa découverte, elle était de type Ia.

### SN 2003dt
Cette supernova a été découverte le 21 avril 2003 par J. Graham, W. Li, M. Schwartz et P. R. Holvorcem, de l'université de Californie à Berkeley, dans le cadre du programme LOTOSS de l'observatoire Lick. D'une magnitude apparente de 17,5 au moment de sa découverte, elle était de type Ia.

## Groupe de NGC 6962
NGC 6962 est membre d'un groupe de galaxies qui porte son nom. Elle en est par ailleurs le membre le plus brillant. Le groupe de NGC 6962 comprend environ une dizaine de galaxies, soit NGC 6959, NGC 6961, NGC 6962, NGC 6964, NGC 6965 (IC 5058), NGC 6967, PGC 65351, PGC 65356, PGC 1169059 et PGC 162626. Cependant, selon une autre source, ce groupe renfermerait beaucoup plus de galaxies, 29 membres probables et 49 possibles dans un rayon inférieur à 1 Mpc.